# Le Baiser d'Isabelle
Le Baiser d'Isabelle (sous-titré L'Aventure de la première greffe du visage) est un livre de Noëlle Châtelet publié en 2007.

## Résumé
Le 6 février 2006, Isabelle fait sa première apparition publique après sa greffe partielle du visage au CHU d'Amiens, 8 mois après y être entrée, inanimée, défigurée par son chien. Les chirurgiens se préparaient à l'éventualité qu'une greffe partielle du visage puisse se faire. Aussi lui montrent-ils ce que donnerait la greffe de lambeaux de peau puis la greffe partielle du visage. L'éthique est d'accord malgré le fait que la donneuse ne sera que cérébralement morte, mais les immunologistes refusent. Elle ira donc à Lyon après l'opération pour des injections de cellules souche de moëlle osseuse de la donneuse. Elle écrit un journal. L'équipe préparant l'opération comporte 50 personnes ; Isabelle signe le protocole. Les chirurgiens s'entraînent sans relâche et décident alors qu'il faut installer un greffon sentinelle sous son sein afin de permettre les biopsies sans toucher à la peau du visage. En septembre, l'absence de donneuse l'oblige à rentrer chez elle. Elle rachète un chien. De jour en jour, sa peau se rétracte. On lui dit qu'elle ne pourra peut-être plus jamais embrasser. Un documentaire sur sa situation est tournée. Le 26 novembre, une donneuse est trouvée et les préleveurs sont appelés à Lille puis en camion vers l'hôpital d'Amiens pour 15h de greffe. Le 30, Isabelle va à Lyon. Les médias s'emparent de l'affaire le 2 décembre. Le 21, il y a des signes de rejet qui sont vaincus. Le 6 janvier, elle retourne à Amiens. C'est elle qui demande la conférence de presse pour pouvoir sortir de l'hôpital, ce qu'elle fait le 6, avec l'envie de vivre pour remercier toute cette équipe. Comme si on y était.